# Норовава
Норовава, Паксява (ерз. норов, мокш. пакся — «поле», ава — «жінка») — божество у міфології мокшан та ерзян, покровителька поля.
Норовава з'явилася пізніше Модави, коли виникло землеробство. Кожне село мало свою Нороваву. Місцем її перебування вважали межу. Женці залишали для Норовави невижаті смуги; під час обіду — хліб, посипаний сіллю, щоб вона поїла і не залишила їх без врожаю. У Норовави просили допомоги, щоб вдало провести жнива, прополювання, щоб не порізати руки серпом. Хлібороби присвячували Нороваві моління, так як з її заступництвом пов'язували надії на врожай.
Паксява зображалася в образі куріпки або жінки з довгим спадаючим волоссям.